# 1250 René-Lévesque
El 1250 René-Lévesque, también llamado Torre IBM, es el segundo rascacielos más alto de Montreal (Canadá). Mide 199 metros y con su antena, alcanza 230,4 m. Posee 47 pisos y fue construido entre 1988 y 1992 por la firma de arquitectos Kohn Pedersen Fox Associates (KPF). El 1250 René-Lévesque, que lleva el nombre de su dirección (1250 boulevard René-Lévesque Ouest, cerca del metro Bonaventure) es considerado por muchos como el rascacielos más bonito de Montreal.